# Xylocopa nigrella
Xylocopa nigrella là một loài Hymenoptera trong họ Apidae. Loài này được Hurd mô tả khoa học năm 1959.